# Operation Flashpoint: Dragon Rising
Operation Flashpoint: Dragon Rising – gra komputerowa będąca symulatorem pola walki. Została stworzona i wydana przez Codemasters Software 6 października 2009 na platformy PC, Xbox 360 oraz PlayStation 3.

## Fabuła
Akcja gry ma miejsce na fikcyjnej wyspie u wybrzeży Rosji, która jest okupowana przez Chińczyków. Chiny przejmują kontrolę nad złożami ropy zlokalizowanymi na tej wyspie, co doprowadza do konfliktu zbrojnego pomiędzy mocarstwami. 

## Rozgrywka
Gra została stworzona w oparciu o silnik EGO Engine, który został użyty m.in. w grze Race Driver: GRID. Za odwzorowanie fizyki odpowiada silnik Havok. Akcja gry ma miejsce na wyspie Skira u wybrzeży Azji Wschodniej, a teren gry obejmuje powierzchnię 220 kilometrów kwadratowych. Do dyspozycji gracza oddanych zostało kilkadziesiąt pojazdów takich jak czołgi M1 Abrams, wozy opancerzone LAV-25 lub śmigłowce AH-1Z Super Cobra.